# Bhusawar
Bhusawar là một thành phố và khu đô thị của quận Bharatpur thuộc bang Rajasthan, Ấn Độ.

## Nhân khẩu
Theo điều tra dân số năm 2001 của Ấn Độ, Bhusawar có dân số 17.714 người. Phái nam chiếm 50% tổng số dân và phái nữ chiếm 50%. Bhusawar có tỷ lệ 63% biết đọc biết viết, cao hơn tỷ lệ trung bình toàn quốc là 59,5%: tỷ lệ cho phái nam là 75%, và tỷ lệ cho phái nữ là 52%. Tại Bhusawar, 17% dân số nhỏ hơn 6 tuổi.